# ۳۴۲ (پیش از میلاد)
۳۴۲ (پیش از میلاد) ۳۴۲مین سال قبل از تقویم میلادی است.